# ACARS
ACARS (akronim za Aircraft Communications Addressing and Reporting System) je sistem za posredovanje kratkih sporočil med letali v zraku in osebjem na tleh. ACARS uporablja radijske oddajnike ali pa satelite. Protokol je razvil ARINC in se uporablja od leta 1978.Sporočila so po navadi kratka in napisana v kodah zaradi omejene pasovne širine.